# MOUZ
MOUZ, anteriormente mousesports, es una organización profesional de deportes electrónicos con sede en Alemania. MOUZ fue uno de los miembros fundadores de los equipos G7. El equipo de MOUZ, League of Legends, ha competido en varias ligas profesionales como la Electronic Sports League (ESL Pro League), tambipen en la European Challenger Series.
Se le considera uno de los clanes más populares del mundo. MOUZ ha sido patrocinada por Vodafone, Shuttle (central europea de Shuttle Inc.), Reebok, Dell, Alienware, Intel, entre otras marcas y fabricantes de hardware, tecnologías, telecomunicaciones y deportes.

## Historia
mousesports se formó en 2002 en Berlín, Alemania, como un equipo de Counter-Strike . El equipo comenzó a competir en torneos pequeños, que gradualmente los llevaron a progresar también en otros más grandes. En 2006, cuando se creó G7 Teams, mousesports era una de las organizaciones de juegos más importantes de Europa y constaba de las divisiones Counter-Strike, Warcraft III, Quake 4, Battlefield 1942 y Unreal Tournament .
El 20 de abril de 2009, mousesports anunció que retiraría su apoyo a Defense of the Ancients a pesar del gran éxito que estaban teniendo. A principios de 2010, la organización anunció la incorporación de una lista repleta de estrellas de StarCraft: Brood War, que originalmente constaba de varios jugadores estadounidenses, canadienses, alemanes, polacos y ucranianos. Desde su inducción original a la organización, el equipo cambió por complete la temporada XVII de la ESL Pro Series.
El 13 de febrero de 2019, mousesports anunció la firma de su segundo equipo Tom Clancy's Rainbow Six Siege, la antigua lista de ENCE esports Tom Clancy's Rainbow Six Siege, así como el entrenador Michiel "oVie" van Dartel, pero luego abandonó el equipo el 1 de julio de 2019.
El 14 de marzo, mousesports renueva su lista con la adquisición de woxic, frozen y karrigan. Mientras se libera a oskar, suNny y STYKO quedan en la banca de la alineación.
El 22 de junio de 2020, mousesports anunció su retiro del RLCS y competitivo Rocket League competitiva en su conjunto y lanzó su lista.
En marzo de 2024, MOUZ regresó a Dota 2 al vencer 1–0 a los campeones de The International 2023, Team Spirit, en el primer día de la fase de grupos del 1win Series Dota 2 Spring.
El 17 de diciembre de 2024, MOUZ anunció su retirada de la escena de League of Legends; el equipo de MOUZ en League of Legends compitió recientemente en la ESL Pro Series, habiendo participado anteriormente en la European Challenger Series.

## Torneos

### contraataque
- 3° — Juegos Cibernéticos Mundiales 2002
- 3° — CPL Europa Cannes 2002[16]
- 3° — CPL Europa Copenhague 2002
- 3° — CPL invierno 2003[17]
- 5-8 - ESWC 2004
- 7 - CPL verano 2004
- 3.º - Temporada 1 de los Juegos mundiales de deportes electrónicos
- 1.º — CPL España 2005[18]
- 3° — ESWC 2005[19]
- 5.º - Campeonato de verano de Intel 2006
- 5-6 - Campeonato mundial de la temporada I de IEM
- 4.º - WSVG Louisville 2007[20]
- 1 ° - Campeonato mundial de la temporada II de IEM
- 3.º - Maestros de la ESWC de París[21]
- 4.º — ESWC 2008
- 1.º - IEM Season III Global Challenge Dubái
- 2.º - Maestros mundiales de deportes electrónicos 2008[22]
- 3.º - Maestros de la ESWC de Cheonan[23]
- Primero - GameGune 2009[24]
- 1.° — Gamescon del Desafío Global de la Temporada IV de IEM
- 1° — Campeonato de Europa de la Temporada IV de IEM
- 2.º - Copa Arbalet Dallas 2010[25]
- 5-8 - Juegos de Copenhague 2011
- 5-6 - Juegos mundiales de deportes electrónicos: e-Stars Seúl 2011[26]
- 2.º - IEM Season VI Global Challenge Guangzhou
- 3.º — ESWC 2011
- 4.º - DreamHack invierno 2011[27]

### Counter Strike ofensiva global

#### 2012
- 3.° y 4.° — Desafío de Sound Blaster CS:GO[28]
- 3.º-4.º - DreamHack invierno 2012

#### 2014
- 13-16: EMS One Katowice 2014
- 5-8 - Gfinity G3[29]
- 7-8: ESEA S17 LAN[30]
- 4.º - Acer A-Split Invitational[31]

#### 2015
- 4.o — ESEA S18 LAN[32]
- 3.° y 4.°: Gfinity Summer Masters I[33]
- 3.º-4.º — CEVO S7 LAN[34]
- 2.° — Temporada 1 de Acer Predator Masters[35]
- 4.º - IEM Temporada X Gamescom
- 13-16 — ESL One Colonia 2015
- Del 9 al 12 — DreamHack Open Cluj-Napoca 2015
- 2° — CEVO S8 LAN[36]

#### 2016
- Primero: Acer Predator Masters Temporada 2[37]
- 7-8 - Campeonato Mundial de la Temporada X de IEM
- 9-12 - Campeonato Mayor de la MLG: Columbus
- 5-8 - DreamHack Masters Malmö 2016
- 9-12 — ESL One Colonia 2016
- 3.° y 4.° — Temporada 1 de la ELeague
- 3.º y 4.º — Finales de la temporada 4 de la ESL Pro League

#### 2017
- 12-14 — ELEAGUE Major 2017
- Del 5 al 8 — DreamHack Masters Las Vegas 2017
- 12-14 — PGL Major Cracovia 2017
- 1.º - Gira ESG: Mykonos, 2017[38]
- 3.º a 4.º: DreamHack Open Denver 2017[39]
- 2.º - Finales de la temporada 4 de ECS[40]

#### 2018
- 5.º a 8.º — Major de ELEAGUE: Boston 2018[41]
- 1.° — Temporada 4 de StarLadder Starseries e iLeague[42]
- 1 ° - Festival de deportes futuros V4[43]
- 3.º-4.º - StarSeries i-League Temporada 5[44]
- 5.º y 6.º — Temporada 7 de la ESL Pro League[45]
- 15-16 — FACEIT Major: Londres 2018
- 1° — ESL One Nueva York 2018[46]

#### 2019
- 1.° — Giras abiertas de Dreamhack 2019[47]
- 3.º y 4.º — Finales de la temporada 9 de la ESL Pro League[48]
- 9-11 - StarLadder Major: Berlín 2019
- 1.° — Campeonato de Asia de CS:GO[49]
- 1° — Finales de la temporada 10 de la ESL Pro League[50]
- 1° — CS_Cumbre 5[51]
- 2° — EPICENTRO 2019[52]

#### 2020
- 1° — Desafío ICE 2020.[53]
- 2.° — Temporada 13 de la ESL Pro League[54]
- 1.° y 2.° — Enfrentamiento de BLAST Premier Fall 2020[55]
- 2.º — Dreamhack Masters invierno 2020 Europa[56]

#### 2021
- 3.º-4.º — cs_summit 7.[57]
- 1° — Temporada 3 de Flashpoint (RMR).[58]

#### 2022
- 1.° — Temporada 4 de la Liga de la Academia de WePlay[59]

### Counter-Strike 2

#### 2023
- 3.º-4.º — IEM Sídney 2023
- 1.º — ESL Pro League Temporada 18

#### 2024
- 1.º — ESL Pro League Temporada 19

#### 2025
- 1.º — PGL Cluj-Napoca 2025
- 2.º — ESL Pro League Temporada 21
- 2.º — Blast Open Lisboa 2025
- 3.º–4.º — IEM Melbourne 2025